# Crucianella filifolia
Crucianella filifolia là một loài thực vật có hoa trong họ Thiến thảo. Loài này được Regel & Schmalh. mô tả khoa học đầu tiên năm 1879.